# Хромтау
Хромта́у (от хром и каз. тау — гора) — город в Казахстане, административный центр Хромтауского района Актюбинской области. Конечная станция железнодорожной ветки от линии Орск — Атырау. Образован в 1940 году как рабочий посёлок при Донском горно-обогатительном комбинате. Город с 1967 года.
Своим названием город обязан крупнейшему в мире после аналогичного в ЮАР месторождению хромитовой (содержащей хром) руды, однако в хромтауской руде больший процент хрома, нежели в месторождениях ЮАР.
Хромтау относится к категории моногородов, градообразующим предприятием является Донской ГОК.
Через город проходит международная автомобильная трасса M-32. Имеется железнодорожное сообщение со столицей, Актобе, Уральском, Атырау и Актау.
В городе имеется 7 школ и горно-технический колледж.

## Население
| Численность населения | Численность населения | Численность населения | Численность населения | Численность населения | Численность населения | Численность населения | Численность населения | Численность населения | Численность населения | Численность населения |
| 1959                  | 1970                  | 1979                  | 1989                  | 1991                  | 1999                  | 2004                  | 2005                  | 2006                  | 2007                  | 2008                  |
| --------------------- | --------------------- | --------------------- | --------------------- | --------------------- | --------------------- | --------------------- | --------------------- | --------------------- | --------------------- | --------------------- |
| 7672                  | ↗12 025               | ↗17 917               | ↗24 438               | ↗24 900               | ↘23 882               | ↘21 331               | ↘21 146               | ↘21 032               | ↘21 008               | ↗21 156               |
| 2009                  | 2010                  | 2011                  | 2012                  | 2013                  | 2014                  | 2015                  | 2016                  | 2017                  | 2018                  | 2019                  |
| ↗24 089               | ↗24 297               | ↗24 453               | ↗25 000               | ↗25 081               | ↗25 220               | ↗25 303               | ↗25 467               | ↗26 169               | ↗26 238               | ↗26 737               |